# 米兰达级星舰
米兰达级星舰（Miranda Class ）是星艦奇航記故事中，隸屬星际联邦星际舰队轄下的一個星舰级。在《星际迷航》的世界中，它是星际舰队最成功、最长寿的舰级之一，从2283年服役起，充当舰队中流砥柱90年之久。

## 特点
一部分的米兰达级极端成功是其多功能性；他们表现良好，在战斗中，科学研究或甚至作为商船。这一功能是提高了阵列的互换和移动元素允许船只专门任务。这些组件包括额外的传感器吊舱和武器阵列和最明显的选择有一个辊棒住房附加系统主要飞碟节。非常广泛的一个变种已被视为一个阶级在它自己的权利的联盟级（soyuz class）。
该米兰达级星舰在其最常见的配置特点脉冲大炮，借助权力直接经等离子体源运行到经舱将类的一个强大的对手